# 七尾線 (能登鐵道)
七尾線（日语：／ Nanao sen */?）是一條連結石川縣七尾市的七尾站與同縣鳳珠郡穴水町的穴水站，屬於能登鐵道的鐵路線。

## 歷史
本線在1991年七尾線津幡站 - 和倉溫泉站站電氣化之時，JR西日本便要求石川縣繼承和倉温泉以北的路線，因此便由已經經營能登線的能登鐵道繼承該路線。當初在轉換時，由於此線不是特定地方交通線（赤字路線），所以無法獲得轉換時的交付金及支援，因此斷定與其跟JR西日本收購路線，不如借用比較妥當。就這樣線路與設施還是維持JR西日本持有，七尾站 - 和倉温泉站間 (5.1km)成為與JR西日本的共用區間。
當初移交的路線為七尾站 - 輪島站，2001年因為穴水站 - 輪島站乘車率減少，因此決定廢止此路段，更在2005年廢止了能登線，使本路線成為能登鐵道唯一的營運路線。儘管原為一體的能登線已經廢除了，七尾線依舊存在，原因除了七尾線的乘車率比能登線還要高外，全線廢除的話，職員接下來的去路也有困難，北陸新幹線通車時也可以確保並行的在來線區間轉換為日本第三部門鐵道時，對於縣相關組織的鐵道經營的技術等諸多理由。
2024年1月1日，七尾線的部分路段受到能登半島地震的影響出現鐵軌變形等狀況，使全線無法正常運轉。同年的4月6日，七尾線在震災過後的約3個月恢復全線運轉。

## 路線資料
- 管轄、路線距離（營業距離）：全長33.1公里
  - 能登鐵道（第二種鐵道事業者）、西日本旅客鐵道（第一種鐵道事業者）：
    - 七尾－和倉溫泉間 5.1公里

  - 能登鐵道（第二種鐵道事業者）、西日本旅客鐵道（第三種鐵道事業者）：
    - 和倉溫泉－穴水間 28.0公里
距離標採用移管前的七尾線（津幡起計），線內各平交道記載的距離也是由津幡起計算。
- 軌距：1067毫米
- 站數：8個（包括起終點站）
- 複線路段：沒有（全線單線）
- 電氣化路段：七尾－和倉溫泉間（直流1500V）
- 閉塞方式：特殊自動閉塞式

## 使用車輛
- NT200型
- NT300型（觀光列車「能登里山里海號」使用）

### 過往的車輛
※轉換後的使用車輛
- NT100形
- NT800形

### 過往直通的車輛
- 國鐵Kiha58系

## 車站列表
所有車站都位於石川縣。
| 電氣化方式 | 中文站名 | 日文站名 | 英文站名 | 站間距離 | 七尾起計 營業距離 | 津幡起計 營業距離 | 接續路線               | 所在地       |
| ---------- | -------- | -------- | -------- | -------- | ----------------- | ----------------- | ---------------------- | ------------ |
| 直流電     | 七尾     |          |          | -        | 0.0               | 54.4              | 西日本旅客鐵道：七尾線 | 七尾市       |
| 直流電     | 和倉溫泉 |          |          | 5.1      | 5.1               | 59.5              | 西日本旅客鐵道：七尾線 | 七尾市       |
| 非電氣化   | 田鶴濱   |          |          | 3.5      | 8.6               | 63.0              |                        | 七尾市       |
| 非電氣化   | 笠師保   |          |          | 4.1      | 12.7              | 67.1              |                        | 七尾市       |
| 非電氣化   | 能登中島 |          |          | 3.6      | 16.3              | 70.7              |                        | 七尾市       |
| 非電氣化   | 西岸     |          |          | 6.2      | 22.5              | 76.9              |                        | 七尾市       |
| 非電氣化   | 能登鹿島 |          |          | 4.3      | 26.8              | 81.2              |                        | 鳳珠郡穴水町 |
| 非電氣化   | 穴水     |          |          | 6.3      | 33.1              | 87.5              |                        | 鳳珠郡穴水町 |
| 廢除路段   |          |          |          |          |                   |                   |                        |              |
|            | 能登三井 |          |          | 11.0     | 44.1              | 98.5              |                        | 輪島市       |
| 能登市之瀨 |          |          | 5.0      | 49.1     | 103.5             |                   |                        | 輪島市       |
| 輪島       |          |          | 4.4      | 53.5     | 107.9             |                   |                        | 輪島市       |

### 過去的接續路線
- 穴水站：能登線 - 2005年4月1日廢除

## 延伸閱讀
- 寺田裕一『日本のローカル私鉄2000』、ネコ・パブリッシング、2000年。ISBN 4-87366-207-9

## 外部連結
- 能登鐵道官方網站Archive.today的存檔，存档日期2016-10-12